# Anglo-španjolski rat (1796. – 1808.)
Anglo-španjolski rat (1796. – 1808.) naziv je za dvije serije oružanih sukoba odigranih između 1796. i 1802., te 1804. i 1808., kao dio 
Francuskih revolucionarnih ratova i Napoleonskih ratova. Rat je završio mirovnim ugovorom i paktom savezništva između Kraljevstva Velike Britanije i Španjolskog Kraljevstva 1808. godine.
U Ratu prve koalicije, Španjolska se borila protiv Revolucionarne Francuske, te je bila poražena. Nakon poraza, 1796. godine, španjolski premijer Manuel Godoy donio je odluku o pridružavanju Francuskoj u borbi protiv britanskog kolonijalnog monopolizma. Iste godine, Godoy je s francuskim predstavnicima potpisao Mirovni ugovor u San Ildefonsu, u kojem su Španjolsko Kraljestvo i Francuska (točnije Prva Francuska Republika) potpisali ugovor o savezništvu, u zamjenu za potporu Francuza u jačanju odnosa između Karla IV., španjolskog kralja i Vojvodstva Parme, te pružanju međusobne vojne i gospodarske potpore i jačanju trgovačkih veza.
Kao odgvoro an sklapanje takvog sporazuma, Velika Britanija je 1797. objavila trgovačku i političku blokadu Španjolske. Do 1798., Španjolska Armada je u svim borbama bila poražena od Britanske Mornarice, koja je okupirala Minorcu i Trinidad. prva španjolska pobjeda ostvarena je iste godine, kada su porazili Britance u pokušaju osvajanja Tenerifa u skupini Kanarskih otoka.
Iako Portugalsko Carstvo u početku nije bilo izravno uključeno u sukob, zbog trgovine s Velikom Britanijom, Španjolci su u dva navrata izvršili invaziju na Portugal (1801. i 1807.)
Sklapanjem Amienskog mira 1802. godine, rat je prekinut na dvije godine. Osim na Španjolsku, Veliku Britaniju i Francusku, mir je uvelike utjecao i na Nizozemsko kraljevstvo i Portugal, jer su te zemlje, iako nisu sudjelovale u ratu, imale trgovačke i političke veze sa zaraćenim stranama. Nakon nepune dvije godine, mir je neslužbeno bio prekinut već 17. svibnja 1803. kada je Kraljevska britanska mornarica potopila francuske i nizozemske trgovačke brodove i jedrenjake, te u pljački zaradila gotovo 2 milijuna funti, a preživjele mornare je odvela na vojnu obuku kao ratne zarobljenike. Prema Napoleonovim izjavama i zapisima Britanci su tada porobili 10.000 francuskih vojnika, dok službeni povijesni izvori navode njih 1.181. Ubrzo nakon britanskog napada, već početkom 1804. i službeno je prekršen mirovni ugovor te su nastavljene borbe na Karibima i Kanarima te u Južnoj Americi. Tijekom prve godine ratovanja Španjolci su više puta potapali britanske trgovačke ekspedicije i s fregatama punima opljačkanog zlata uplovljavali u Cádiz.
Ratnu sreću na moru promijenila je Bitka kod Trafalgara, u kojoj je britanska mornarička flota od 27 brodova potpuno uništila španjolsku i francusku flotu od 33 broda te izgubili 13.781 vojnika, a njih oko 8.000 (po 4.000 Francuza i Španjolaca) palo je u britansko zarobljeništvo. Iako je na kopnu i dalje Španjolska bila premoćna, pomorske bitke odredile su tijek rata. Budući da su Britanci uništili Napoleonov san o osvajanju Velike Britanije, francuska mornarica se nalazila u vrlo lošem stanju te se dugo oporavljala od zadanog poraza. Isto je vrijedilo i Španjolsku Armadu. Na kraju se pokazalo da je britanska prevlast na moru i donijela konačnu pobjedu u ratu.
Španjolski premijer Godoy se pridružio francuskoj Kontinentalnoj blokadi 1807. godine, nakon što je Napoelon porazio Prusiju. S druge strane je Portugal, koji je s Britanijom imao ugovor o slobodnoj trgovini već 1793., odbio prisustvovati u blokadi štiteći tako svoje savezništvo i trgovačke veze. Zbog toga se Ivan VI. Portugalski morao preseliti u Brazil, i od tamo vladati svojom napadnutom zemljom. Portugalski narod je gerilskim ratovanjem nastojao odbaciti Francuze i Španjolce dalje od svojih obala, što je dalo vremena Britancima da se dobro pripreme za napad. Na španjolskom dvoru se pred kraj rata pojavio problem; jedan od Karlovih nasljednika, Ferdinand VII., želio je sklopiti savez s Britancima uvidjevši siguran poraz u ratu. Kako se rat približavao kraju, tako je Ferdinand imao sve više pristaša te se njegova politika sve više pokazivala boljim i pogodnijim načinom završetka rata za Španjolsku. 1807. bio je čak i uhićen pod optužbom da surađuje s neprijateljima, a i sam Napoleon je uvijek propitkivao vjernost Španjolaca u njihovom savezu.
Godinu prije završetka rata, španjolska vojska je okupirala Portugal i osvojila glavni grad Lisabon, bez ikakvog otpora. Unatoč važnoj pobjedi, 1808. Napoelon je U mjestu Bajone prisilio Karla IV. na abdikaciju 5. svibnja te na njegovo mjesto postavio svog starijeg brata Josipa Bonapartea. Josip je bio kralj Španjolske sve do 1813. godine. Završetkom Anglo-španjolskog rata, Španjolska i Velika Britanija sklopile su savez s jasnim ciljem: zaustaviti širenje Francuske. To je ubrzo dovelo do novog oružanog sukoba u popvijesti poznatog pod nazivom Španjolski rat za neovisnost.